# George Ridgwell
George Ridgwell, parfois orthographié George Ridgewell, né en 1867 à Woolwich (Royaume-Uni) et mort en 1935 à Hampstead (Royaume-Uni), est un réalisateur, producteur et scénariste britannique.

## Biographie
D'abord musicien dans le corps des Coldstream Guards comme son père, il quitta l'armée douze ans plus tard pour se lancer dans les comédies musicales. Il chantait des rôles de baryton au sein de la troupe du D'Oyly
Carte Opera et se produisait au Savoy Theatre. En 1910 il partit aux États-Unis pour y tenter sa chance comme scénariste, travailla pour plusieurs compagnies de cinéma (Edison Studios, Sunbeam, Triangle) et revint en Angleterre après la Grande Guerre. Il se lança dans la réalisation de films policiers.

## Filmographie

### Comme acteur
- 1933 : The Crime at Blossoms de Maclean Rogers (en)

### Comme réalisateur
- 1914 : Mr. Santa Claus
- 1915 : The Mystery of Room 13
- 1915 : The Matchmakers
- 1916 : Helen of the Chorus
- 1917 : Somewhere in Georgia
- 1917 : Whistling Dick's Christmas Stocking
- 1919 : Fruits of Passion (+ scénario)
- 1919 : Water Lily
- 1920 : The Sword of Damocles
- 1921 : The Amazing Partnership
- 1921 : The Four Just Men (+ scénario)
- 1921 : Greatheart
- 1922 : A Story of Nell Gwynne
- 1922 : The Second Stain (+ scénario)
- 1922 : The Greek Interpreter
- 1922 : The Golden Pince-nez
- 1922 : The Pointing Finger
- 1922 : The Red Circle (+ scénario)
- 1922 : The Musgrave Ritual (+ adaptation)
- 1922 : The Last Crusade
- 1922 : The Great Terror
- 1922 : The Crimson Circle (+ producteur)
- 1922 : The Six Napoleons (+ scénario)
- 1922 : The Knight Errant
- 1922 : The Boscombe Valley Mystery
- 1922 : The Bruce Partington Plans
- 1922 : The Eleventh Hour
- 1922 : A Lost Leader
- 1922 : The Flight of the King
- 1922 : The Abbey Grange (+ adaptation)
- 1922 : The Stockbroker's Clerk (+ rôle : Beddington)
- 1922 : The Norwood Builder (+ scénario)
- 1922 : The Reigate Squires (+ scénario)
- 1922 : Black Peter (+ scénario)
- 1922 : Charles Augustus Milverton (+ adaptation)
- 1922 : The Naval Treaty (+ scénario)
- 1922 : The Last King of Wales
- 1922 : The Missioner
- 1923 : The Dancing Men
- 1923 : The Gloria Scott (+ producteur)
- 1923 : Becket
- 1923 : The Missing Three-Quarter
- 1923 : The Speckled Band
- 1923 : The Mystery of Thor Bridge
- 1923 : The Blue Carbuncle
- 1923 : The Stone of Mazarin
- 1923 : The Final Problem (+ producteur)
- 1923 : His Last Bow (+ producteur)
- 1923 : The Cardboard Box
- 1923 : Silver Blaze
- 1923 : The Crooked Man
- 1923 : The Three Students
- 1923 : The Disappearance of Lady Frances Carfax
- 1923 : The Engineer's Thumb
- 1924 : The Notorious Mrs. Carrick
- 1929 : Lily of Killarney
- 1930 : Thomas Becket (1119-1170)